# Крајковићи (Коњиц)
Крајковићи су насељено место у Босни и Херцеговини у општини Коњиц у Херцеговачко-неретванском кантону које административно припада Федерацији Босне и Херцеговине. Према попису становништва из 1991. у насељу је живјело 14 становника.

## Географија
Насеље се налази у долини Неретвице.

## Становништво
По последњем службеном попису становништва из 1991. године, у насељу Крајковићи живело је 14 становника. Сви становници су били Муслимани. Муслимани се данас углавном изјашњавају као Бошњаци.